# Clytie nabataea
Clytie nabataea är en fjärilsart som beskrevs av George Francis Hampson 1913. Clytie nabataea ingår i släktet Clytie och familjen nattflyn. Inga underarter finns listade i Catalogue of Life.